# 四遊記
參數所指定的目標頁面不存在，建議更正成存在頁面或直接建立下列一個頁面（建立前請先搜尋是否有合適的存在頁面可以取代）：
- 四遊記（電視節目）

《四遊記》一名《四遊全传》、《四遊合传》，即吳元泰撰的《東遊記》、楊志和删節後的《西遊記》简写本以及余象斗撰的《南遊記》與《北遊記》之合稱。
明朝吳承恩因神怪小說《西遊記》大獲成功，明清之際吳元泰、吳政泰、余象斗等因而又據佛、道兩教之有關戲曲雜劇和神話傳說，撰寫東、南、北三遊記，再加上楊志和之另本《西遊記》，合稱《四遊記》。
《四遊記》都是模倣《西遊記》的著作，其中《東游記》全书五十八回，叙述八仙得道故事。《西游记》凡四卷四十一回，为杨志和编，實際上采用的是删节後的《西游记》简写本，内容简略粗糙。《南游记》凡四卷十八回，余象斗编，叙孝子华光大帝為救母而大闹天宫地府事，讓人容易联想到佛經中目連救母事。《北游记》凡四卷二十四回，亦為余象斗编，叙真武大帝成道及降妖事。《四游记》的四種作品“很有可能全都经过余象斗的编辑删润。”余象斗本人是書商，善於經營，其作品有著濃厚的商业化痕迹，《四遊記》显然是借《西游记》名声以助畅销，“蕪雜淺陋，率無可觀”，可說是书商为赢利而编撰刊行，藝術價值不高。但儘管粗制滥造，在當時却流传甚广，“及于人心者甚大”。明季神魔小說大行其道，萬曆年間終於刊行《四遊記》合傳本。